# Antoine Escande
Antoine Georges Escande est un homme politique français né le 13 août 1847 à Saint-Vincent-de-Cosse (Dordogne) et décédé le 10 juillet 1928 à Paris.

## Biographie
Médecin, il devient maire de Saint-Cyprien de 1878 à 1884. Il est conseiller général du canton de Saint-Cyprien de 1881 à 1889 et député de la Dordogne sur la même période, siégeant au groupe de l'Union républicaine.

## Sources
- « Antoine Escande », dans Adolphe Robert et Gaston Cougny, Dictionnaire des parlementaires français, Edgar Bourloton, 1889-1891 [détail de l’édition]
- « Antoine Escande », dans le Dictionnaire des parlementaires français (1889-1940), sous la direction de Jean Jolly, PUF, 1960 [détail de l’édition]